# Annie Borst Pauwels
Anna Teresia Agnes Elisabeth (Annie) Borst Pauwels (Haarlem, 29 september 1913 – Den Haag, 9 februari 1999) was een Nederlands schilder, graficus en tekenaar.

## Leven en werk
Borst Pauwels was een dochter van dr. Wilhelmus Marie Ignatius Borst Pauwels, directeur van de gemeentelijke keuringsdienst van voedingsmiddelen, en van Agnes Maria Jongmans. Ze werd opgeleid aan de Academie van Beeldende Kunsten in Den Haag en de Académie de la Grande Chaumière in Parijs. Leraren van haar waren Piet van Boxtel, Paul Citroen, Han van Dam, Ina Hooft, Henk Meijer, Willem Jacob Rozendaal en Willem Schrofer.
Borst Pauwels schilderde, tekende en aquarelleerde onder meer stillevens, dieren, bloemen en kinderportretten. Ze was lid van schilderessenvereniging ODIS, de Haagse Kunstkring, Arti et Industriae, de Federatie Rotterdam, de Voorschotense Kunstkring en de Pulchri Studio. Na haar debuut in 1940 in kunstzaal 'Kunst van Onze Tijd' in Den Haag nam ze deel aan diverse exposities, waaronder met Pieter Biesiot en Willem Schrofer bij de Haagse Kunstkring (1965), met Trudy van Boeschoten-Fokkinga bij de AMRO Bank in Den Haag (1978) en solo bij Cinema du Midi (1963) en Pulchri (1975, 1979, 1981).
De schilderes woonde de laatste 25 jaar van haar leven in het Hofje van Nieuwkoop. Ze vermaakte haar nalatenschap aan het hofje en overleed in 1999 op 85-jarige leeftijd.

## Trivia
- Pauline Broekema gebruikte voor de omslag van haar boek Het Boschhuis (2014) het portret dat Borst Pauwels rond 1935 van haar moeder Joke ter Beek schilderde.

- Biografisch Portaal: 61567040
- Nederlandse Thesaurus van Auteursnamen: 285499122
- RKD-Nederlands Instituut voor Kunstgeschiedenis: 10868
- Virtual International Authority File: 288815869